# Rheinmetall
Rheinmetall AG (немско произн. „Райнметал“) е германски концерн, производител на автомобили и оръжия със седалище в Дюселдорф, Германия. Групата е включена в DAX, водещия борсов индекс на германската фондова борса, през март 2023 г. Тя е най-големият германски и петият по големина европейски производител на оръжие и произвежда различни бронирани бойни машини и бронетранспортьори както в колесен, така и в гъсеничен вариант. По обем на продажбите на продукция с военно предназначение (които представляват 72% от приходите), компанията се класира на 29-о място в света през 2021 г.

## История
През 1889 г. предприемачът и изобретател Хайнрих Ерхард основава дружество за производство на въоръжение, по-специално на боеприпаси, наречено Rheinische Metallwaren- und Maschinenfabrik („Рейнска металообработваща и машиностроителна фабрика“); дружеството е създадено, за да изпълни голяма поръчка на Министерството на войната. По-късно компанията разширява производството си, като включва артилерийски оръдия и малки оръжия, както и тръби, железопътни и автомобилни компоненти. До избухването на Първата световна война компанията се превръща в най-големия производител на оръжие в Германия. Към януари 1914 г. броят на работниците ѝ надхвърля осем хиляди, към 1915 г. – 14 хиляди, а към края на войната – 48 хиляди. До края на 1917 г. компанията произвежда ежедневно повече от 2,5 млн. боеприпаси и снаряди, над 500 пистолета, пушки и картечници и до 50 различни артилерийски и зенитни оръдия.
След подписването на Версайския договор през юли 1919 г. на Германия е забранено да произвежда голямокалибрени оръжия, което е основната специализация на компанията. В резултат на това компанията е принудена да се преориентира към гражданско производство и да съкрати повече от половината от работната си сила. През 1922 г. Хайнрих Ерхардт се оттегля от компанията. През 1924 г. държавата става най-големият акционер в компанията; по това време името на компанията е съкратено на Rheinmetall.
През 1930 г. Rheinmetall започва сътрудничество с военно-промишления комплекс на СССР със знанието и съдействието на германското правителство и командването на Райхсвера. Целта е да се предостави техническа помощ за организиране на производството на артилерийски системи в СССР. Всички оръдия, произведени в рамките на сътрудничеството, са произведени от Rheinmetall. Съгласно условията на споразумението СССР изплаща на фирмата огромна сума – над 1 млн. щ.д. В споразумението има специални клаузи, според които СССР не трябва да разкрива нито условията на сделката, нито данните за германските оръдия, а Германия съответно не трябва да разкрива информация за съветските артилерийски заводи. Военното сътрудничество между СССР и Ваймарската република продължава до идването на Адолф Хитлер на власт.
От средата на 30-те години Rheinmetall-Borsig (през 1933 г. Rheinmetall изкупува фалиралия производител на локомотиви August Borsig GmbH) започва интензивно да увеличава производството на въоръжение – пистолети, картечници, автоматични оръдия, противотанкови оръдия, гаубици и бронирани влакове. През 1937 г. Alkett, подразделение на Rheinmetall-Borsig AG, започва производство на танкове близо до Берлин, които технически са обозначени като трактори за селското стопанство (поради ограниченията, наложени от Версайския договор). През 1941 г. цялото ръководство на компанията е сменено с офицери от военните структури на Вермахта. Rheinmetall става подчинен на държавния концерн Reichswerke AG Hermann, който отговаря за управлението на военните заводи на Германия. Оттогава компанията постепенно увеличава капацитета си, като към октомври 1944 г. в осемте ѝ завода работят 85 хил. души (в началото на войната – 47 хил.). По време на Втората световна война Rheinmetall принудително наема в заводите си и много чуждестранни работници. Само в завода в Унтерлус около 5000 чуждестранни принудителни работници и военнопленници (около 2500 поляци, 1000 от СССР, 500 югославяни, 1000 от други страни) са освободени от британските войски в края на войната. За известно време в завода в село Унтерлус са настанени и унгарски евреи от спомагателния лагер към концлагера Берген-Белзен. До края на войната всички заводи са повече или по-малко повредени от съюзническите бомбардировки, а след края на войната оцелялото оборудване е частично изнесено в СССР, но в по-голямата си част производствените мощности на Rheinmetall са почти незасегнати.
Rheinmetall-Borsig възобновява работата си през 1951 г. с два завода – един в Дюселдорф за транспортно оборудване и един в Берлин за парни котли и хладилници. През 1956 г. подразделението Borsig е продадено и компанията променя името си на Rheinmetall Berlin, като контролният ѝ дял е закупен от Röchling Group. Скоро компанията възобновява производството на оръжия, но се разширява и производството на граждански продукти, включително закупуването на Benz & Hilgers, компания за опаковане на хранителни продукти. През 1970 г. е придобит производителят на боеприпаси Nico-Pyrotechnik, а през 1975 г. – още един, NWM de Kruithoorn (Нидерландия). През 1979 г. компанията започва производството на танка Leopard 2. По това време в компанията работят 5700 души, а оборотът ѝ възлиза на 735 млн. марки (400 млн. щатски долара), от които 70% са от военни продукти.
През 1981 г. бизнесът се разширява с покупката на компаниите Ganzhorn & Stirn (оборудване за бутилиране) и Jagenberg (хартия и картон). През 1986 г. е придобита компанията Pierburg, производител на карбуратори и други автомобилни компоненти. Следващата придобивка е Kampf Group, която произвежда оборудване за нанасяне на филмови покрития; с тази покупка през 1988 г. оборотът на компанията достига 3,25 милиарда германски марки, а броят на служителите – 15 500. През 1989 г. е закупен производителят на бронирани машини MaK Systemgesellschaft. През юли 1992 г. на Rheinmetall е възложен договор за утилизация на боеприпаси за въоръжените сили на ГДР. През 1993 г. е закупено контролното участие в производителя на офис мебели Mauser Waldeck, чийто оборот възлиза на около 400 млн. марки. Производството на мебели се превръща в четвъртото подразделение на Rheinmetall Berlin, наред с подразделенията за оръжия, промишлени машини и целулоза и хартия.
През 1996 г. името на компанията е съкратено от Rheinmetall Berlin AG на Rheinmetall AG, като по това време бизнесът с военна електроника е разширен с покупката на STN Atlas Elektronik, а през следващата година е създадено подразделението Rheinmetall Electronics, което включва тази и няколко други компании за военна и индустриална електроника. Закупуването на Kolbenschmidt през 1997 г. води до създаването на подразделението Rheinmetall Automotive. През септември 1999 г. е придобита швейцарската компания за артилерийски и ракетни системи Oerlikon Contraves (преименувана на Rheinmetall Air Defence през 2009 г.).
През 2000 г. ръководството на компанията решава да намали дейността си, като тогава е продадено мебелното подразделение (на Mauser Waldeck), а през 2003 г. – производството на целулоза и хартия (на Jagenberg). По същото време подразделението за автомобилни компоненти е разширено със създаването на съвместно предприятие в Шанхай и закупуването на производството на бутала от Mazda. През 2004 г. дружествата, които съставляват подразделението за електроника, са продадени. През 2005 г. са закупени австрийският производител на среднокалибрени пистолети Arges. и мексиканският производител на бутала Pistones Moresa. През 2006 г. е представена БМП Puma. През 2007 г. са открити заводи за производство на автомобилни компоненти в Индия и Бразилия.
През 2010 г. е създадено съвместно предприятие за производство на колесни военни превозни средства – Rheinmetall MAN Military Vehicles (партньор MAN Nutzfahrzeuge). През същата година е придобита и норвежката компания Simrad Optronics[English]. През 2019 г. е създадено съвместното предприятие Rheinmetall BAE Systems Land (Rheinmetall – 55%, BAE Systems – 45%), което произвежда военно оборудване, по-специално БТР Boxer и танкове Challenger 2. През 2022 г. подразделението за производство на бутала е продадено на шведската компания Koncentra Verkstads.

## Операции
Подразделения към 2021 г.:
- транспорт – производство на военни превозни средства и камиони, лични предпазни средства, оръдейни кули; приходи от 1,88 млрд. евро;
- оръжия и боеприпаси – производство на оръжия от голям и среден калибър, боеприпаси, експлозиви; приходи от 1,23 млрд. евро;
- електроника – производство на радари, друга военна електроника, тренажори (симулатори), издаване на техническа литература; приходи от 0,93 млрд. евро;
- сензори и изпълнителни механизми – производство на помпи, изпълнителни механизми, изпускателни системи, електромагнитни клапани, дизелови системи за търговски цели; приходи от 1,32 млрд. евро;
- материали и търговия – търговия с компоненти и резервни части, производство на лагери и отливки за двигатели; приходи от 0,65 млрд. евро.

Приходите за 2021 г. възлизат на 5,66 млрд. евро, от които от Германия постъпват 1,93 млрд. евро, от останалата част на Европа – 1,75 млрд. евро, от Северна и Южна Америка – 0,46 млрд. евро, от Азия и Близкия изток – 1,04 млрд. евро и от други региони – 0,48 млрд. евро.

## Разширяване на капацитета
Поради плановете на ЕС за увеличаване на военните разходи компанията увеличава производствения си капацитет. През 2023 г. например е закупен испанският производител на боеприпаси Expal за 1,2 млрд. евро, което превръща Rheinmetall в европейски лидер в тази област. През последните няколко години компанията е наемала по около 1000 служители годишно, като от 23 268 служители през 2020 г. броят им се увеличава на 28 539 през 2024 г. Основният производствен обект в Унтерлус се разширява; изграждат се заводи в Румъния, Унгария и Литва. Има планове за преориентиране на завода на Volkswagen към производство на въоръжение.

## Планове
С началото на руската инвазия в Украйна през 2022 г. търсенето на продуктите на компанията значително нараства. Нарастването на търсенето в европейските страни е предизвикано и от отказа на администрацията на Доналд Тръмп да подкрепи усилията на съюзниците от НАТО на същото ниво. През март 2025 г. Rheinmetall отчиъа ръст на продажбите от 36% – до 9,8 млрд. евро през 2024 г., като се очаква продажбите да нараснат с 30% през 2025 г. Главният изпълнителен директор Армин Папергер си е поставил за цел до 2027 г. продажбите да достигнат 20 млрд. евро, а в крайна сметка – 40 млрд. евро.
През март 2025 г. германският парламент гласува в подкрепа на премахването на финансовите ограничения върху държавния бюджет. Това означава премахване на ограниченията върху разходите за въоръжение. Европейската комисия също така решава да създаде фонд за отбрана в размер на 150 млрд. евро.

## Галерия
- БМП Marder
- ББМ GTK Boxer
- БТР TPz 1 Fuchs
- Дрон

## Любопитни факти
- Всички членове на управителния съвет на Rheinmetall са обучени да използват продуктите на компанията. Така например главният изпълнителен директор Армин Папергер може да кара танк.[15]
- Средната цена на 155-милиметров снаряд е 3600 евро за брой.[16]